# 미드 시즌 인비테이셔널 2017

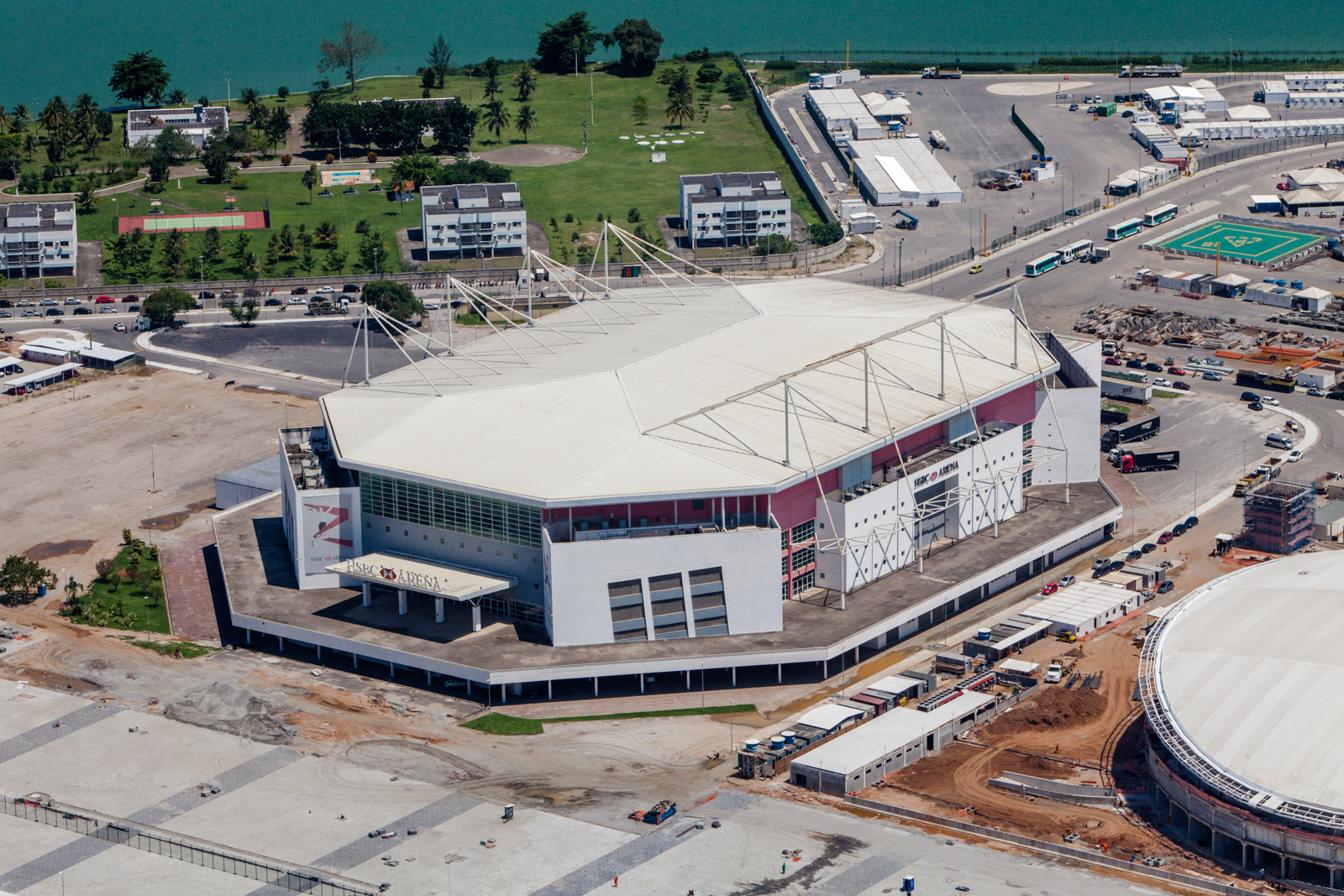

미드 시즌 인비테이셔널 2017(Mid-Season Invitational 2017)은 미드 시즌 인비테이셔널의 3번째 대회이다.

## 개요
- 주최 : 라이엇 게임즈
- 주관 : 라이엇 게임즈
- 기념 스킨 : 정복자 카르마

### 방식
이번 대회부터 국제 와일드카드를 없애고 모든 지역이 대회에 참가하게 된다.
- 플레이-인
  - 그룹 스테이지 : 2개조로 나누에 풀 리그 경기 방식으로 진행, 각 조 1위팀이 2라운드 진출
  - 녹아웃 토너먼트 : 메이저 지역 스프링 시즌 우승 팀 중 하위 2팀과 1라운드에서 올라온 2팀끼리 5전 3선승제로 승리한 3팀이 그룹 스테이지 진출
- 메인 이벤트
  - 그룹 스테이지 : 풀 리그 경기 방식으로 진행, 상위 4팀이 준결승에 진출
  - 결승 토너먼트 : 5전 3선승제

### 일정
- 플레이-인
  - 그룹 스테이지 : 4월 28일 (금) ~ 5월 1일 (월)
  - 녹아웃 토너먼트 : 5월 3일 (수) ~ 5월 6일 (토)
- 메인 이벤트
  - 그룹 스테이지 : 5월 10일 (수) ~ 14일 (일)
  - 준결승 : 5월 19일 (금) ~ 20일 (토)
  - 결승 : 5월 21일 (일)

### 경기장
- 플레이-인 :  브라질 상파울루 CBLOL 스튜디오
- 메인 이벤트 :  브라질 리우데자네이루 주네스 아레나

### 상금
- 총 상금 : $ 1,700,000
- 우승 : $ 400,000
- 준우승 : $ 200,000
- 3-4위 : $ 100,000
- 5-6위 : $ 50,000
- 7위 : $ 25,000
- 8-9위 : $ 15,000
- 10-11위 : $ 12,500
- 12-13위 : $ 10,000

## 지역별 대표
이번 대회부터 국제 와일드카드가 폐지됨에 따라 13개의 각 지역 리그의 우승팀이 참가한다. 그리고 최근 2년 동안 세계 대회 성적에 따라서 참가하는 단계가 나누어 진다.
- 참가팀

| 팀                | 약칭 | 지역   | 자격                                                         | 참가 스테이지             | 참가 스테이지             |
| ----------------- | ---- | ------ | ------------------------------------------------------------ | ------------------------- | ------------------------- |
| SK 텔레콤 T1      | SKT  | LCK    | 리그 오브 레전드 챔피언스 코리아 2017 스프링 우승            | 메인 이벤트 그룹 스테이지 | 메인 이벤트 그룹 스테이지 |
| G2 e스포츠        | G2   | LCS EU | 리그 오브 레전드 챔피언십 시리즈 유럽 2017 스프링 우승       | 메인 이벤트 그룹 스테이지 | 메인 이벤트 그룹 스테이지 |
| 팀 WE             | WE   | LPL    | 리그 오브 레전드 프로리그 2017 스프링 우승                   | 메인 이벤트 그룹 스테이지 | 메인 이벤트 그룹 스테이지 |
| 팀 솔로미드       | TSM  | LCS NA | 리그 오브 레전드 챔피언십 시리즈 북아메리카 2017 스프링 우승 | 플레이-인 녹아웃 토너먼트 | 플레이-인 녹아웃 토너먼트 |
| 플래시 울브즈     | FW   | LMS    | 리그 오브 레전드 마스터 시리즈 2017 스프링 우승              | 플레이-인 녹아웃 토너먼트 | 플레이-인 녹아웃 토너먼트 |
| 기가바이트 마린즈 | GAM  | GPL    | 가레나 프리미어 리그 2017 스프링 우승                        | 플레이-인 그룹 스테이지   | 1번 시드                  |
| 슈퍼매시브        | SUP  | TCL    | 터키 챔피언십 리그 2017 윈터 우승                            | 플레이-인 그룹 스테이지   | 1번 시드                  |
| 버투스.프로       | VP   | LCL    | 리그 오브 레전드 컨티넨탈 리그 2017 스프링 우승              | 플레이-인 그룹 스테이지   | 1번 시드                  |
| 레드 캐니즈       | RED  | CBLOL  | 서킷 브라질리안 리그 오브 레전드 2017 서머 우승              | 플레이-인 그룹 스테이지   | 1번 시드                  |
| 라이언 게이밍     | LYN  | LLN    | 라틴 아메리카 북부 리그 2017 오프닝 우승                     | 플레이-인 그룹 스테이지   | 2번 시드                  |
| 이수루스 게이밍   | ISG  | CLS    | 라틴 아메리카 남부 컵 2017 오프닝 우승                       | 플레이-인 그룹 스테이지   | 2번 시드                  |
| 다이어 울브즈     | DW   | OPL    | 오세아니아 프로리그 2017 스플릿 1 우승                       | 플레이-인 그룹 스테이지   | 2번 시드                  |
| 램페이지          | RPG  | LJL    | 리그 오브 레전드 일본 리그 2017 스프링 우승                  | 플레이-인 그룹 스테이지   | 2번 시드                  |

## 플레이-인

### 그룹 스테이지

#### A조
| 팀                 | 경기 | 승 | 패 | 결과            | 비고 |
| ------------------ | ---- | -- | -- | --------------- | ---- |
| 슈퍼매시브 e스포츠 | 6    | 5  | 1  | 녹아웃 토너먼트 |      |
| 레드 캐니즈        | 6    | 4  | 2  | 탈락            |      |
| 다이어 울브즈      | 6    | 2  | 4  | 탈락            |      |
| 램페이지           | 6    | 1  | 5  | 탈락            |      |

| 대 진 표           | 대 진 표 | 대 진 표 | 대 진 표           | 일 정     | 일 정           |
| ------------------ | -------- | -------- | ------------------ | --------- | --------------- |
| 블루 진영          | 스코어   | 스코어   | 레드 진영          | 매치 번호 | 날짜            |
| 레드 캐니즈        | 승       | 패       | 다이어 울브즈      | 1경기     | 2017년 4월 28일 |
| 슈퍼매시브 e스포츠 | 승       | 패       | 램페이지           | 2경기     | 2017년 4월 28일 |
| 레드 캐니즈        | 승       | 패       | 램페이지           | 3경기     | 2017년 4월 28일 |
| 슈퍼매시브 e스포츠 | 승       | 패       | 다이어 울브즈      | 4경기     | 2017년 4월 28일 |
| 다이어 울브즈      | 승       | 패       | 램페이지           | 5경기     | 2017년 4월 28일 |
| 슈퍼매시브 e스포츠 | 승       | 패       | 레드 캐니즈        | 6경기     | 2017년 4월 28일 |
| 램페이지           | 패       | 승       | 레드 캐니즈        | 7경기     | 2017년 4월 30일 |
| 다이어 울브즈      | 패       | 승       | 슈퍼매시브 e스포츠 | 8경기     | 2017년 4월 30일 |
| 램페이지           | 패       | 승       | 슈퍼매시브 e스포츠 | 9경기     | 2017년 4월 30일 |
| 다이어 울브즈      | 승       | 패       | 레드 캐니즈        | 10경기    | 2017년 4월 30일 |
| 레드 캐니즈        | 승       | 패       | 슈퍼매시브 e스포츠 | 11경기    | 2017년 4월 30일 |
| 램페이지           | 승       | 패       | 다이어 울브즈      | 12경기    | 2017년 4월 30일 |

#### B조
| 팀                | 경기 | 승 | 패 | 결과            | 비고 |
| ----------------- | ---- | -- | -- | --------------- | ---- |
| 기가바이트 마린즈 | 6    | 5  | 1  | 녹아웃 토너먼트 |      |
| 라이온 게이밍     | 6    | 4  | 2  | 탈락            |      |
| 버투스.프로       | 6    | 2  | 4  | 탈락            |      |
| 이수루스 게이밍   | 6    | 1  | 5  | 탈락            |      |

| 대 진 표          | 대 진 표 | 대 진 표 | 대 진 표          | 일 정     | 일 정           |
| ----------------- | -------- | -------- | ----------------- | --------- | --------------- |
| 블루 진영         | 스코어   | 스코어   | 레드 진영         | 매치 번호 | 날짜            |
| 버투스.프로       | 패       | 승       | 라이온 게이밍     | 1경기     | 2017년 4월 29일 |
| 기가바이트 마린즈 | 승       | 패       | 이수루스 게이밍   | 2경기     | 2017년 4월 29일 |
| 버투스.프로       | 승       | 패       | 이수루스 게이밍   | 3경기     | 2017년 4월 29일 |
| 기가바이트 마린즈 | 승       | 패       | 라이온 게이밍     | 4경기     | 2017년 4월 29일 |
| 라이온 게이밍     | 승       | 패       | 이수루스 게이밍   | 5경기     | 2017년 4월 29일 |
| 기가바이트 마린즈 | 승       | 패       | 버투스.프로       | 6경기     | 2017년 4월 29일 |
| 이수루스 게이밍   | 승       | 패       | 버투스.프로       | 7경기     | 2017년 5월 1일  |
| 라이온 게이밍     | 패       | 승       | 기가바이트 마린즈 | 8경기     | 2017년 5월 1일  |
| 이수루스 게이밍   | 패       | 승       | 기가바이트 마린즈 | 9경기     | 2017년 5월 1일  |
| 라이온 게이밍     | 승       | 패       | 버투스.프로       | 10경기    | 2017년 5월 1일  |
| 버투스.프로       | 승       | 패       | 기가바이트 마린즈 | 11경기    | 2017년 5월 1일  |
| 이수루스 게이밍   | 패       | 승       | 라이온 게이밍     | 12경기    | 2017년 5월 1일  |

### 녹아웃 토너먼트

#### 진출전
| 대 진 표                     | 대 진 표 | 대 진 표 | 대 진 표                    | 세트 결과 | 세트 결과 | 세트 결과 | 세트 결과 | 세트 결과 | 일 정          |
| 플레이-인 메이저 지역 우승팀 | 스코어   | 스코어   | 플레이-인 그룹 스테이지 1위 | 1세트     | 2세트     | 3세트     | 4세트     | 5세트     | 일 정          |
| ---------------------------- | -------- | -------- | --------------------------- | --------- | --------- | --------- | --------- | --------- | -------------- |
| 팀 솔로미드                  | 3        | 2        | 기가바이트 마린즈           | GAM       | GAM       | TSM       | TSM       | TSM       | 2017년 5월 3일 |
| 플래시 울브즈                | 3        | 0        | 슈퍼매시브 e스포츠          | FW        | FW        | FW        | X         | X         | 2017년 5월 4일 |

#### 최종전
| 대 진 표          | 대 진 표 | 대 진 표 | 대 진 표           | 세트 결과 | 세트 결과 | 세트 결과 | 세트 결과 | 세트 결과 | 일 정          |
| 진출전 1경기 패자 | 스코어   | 스코어   | 진출전 2경기 패자  | 1세트     | 2세트     | 3세트     | 4세트     | 5세트     | 일 정          |
| ----------------- | -------- | -------- | ------------------ | --------- | --------- | --------- | --------- | --------- | -------------- |
| 기가바이트 마린즈 | 3        | 1        | 슈퍼매시브 e스포츠 | GAM       | SUP       | GAM       | GAM       | X         | 2017년 5월 6일 |

## 메인 이벤트

### 그룹 스테이지
| 팀                | 경기 | 승 | 패 | 결과          | 비고                        |
| ----------------- | ---- | -- | -- | ------------- | --------------------------- |
| SK 텔레콤 T1      | 10   | 8  | 2  | 결승 토너먼트 |                             |
| 팀 WE             | 10   | 7  | 3  | 결승 토너먼트 |                             |
| G2 e스포츠        | 10   | 4  | 6  | 결승 토너먼트 | vs FW 2승/vs TSM 1승 1패    |
| 플래시 울브즈     | 11   | 5  | 6  | 결승 토너먼트 | vs TSM 2승 1패/vs G2 2패    |
| 팀 솔로미드       | 11   | 4  | 7  | 탈락          | vs G2 1승 1패/vs FW 1승 2패 |
| 기가바이트 마린즈 | 10   | 3  | 7  | 탈락          |                             |

| 대 진 표          | 대 진 표 | 대 진 표 | 대 진 표          | 일 정       | 일 정           |
| ----------------- | -------- | -------- | ----------------- | ----------- | --------------- |
| 블루 진영         | 스코어   | 스코어   | 레드 진영         | 매치 번호   | 날짜            |
| G2 e스포츠        | 패       | 승       | SK 텔레콤 T1      | 1경기       | 2017년 5월 10일 |
| 팀 WE             | 승       | 패       | 플래시 울브즈     | 2경기       | 2017년 5월 10일 |
| 기가바이트 마린즈 | 승       | 패       | 팀 솔로미드       | 3경기       | 2017년 5월 10일 |
| 플래시 울브즈     | 패       | 승       | G2 e스포츠        | 4경기       | 2017년 5월 10일 |
| SK 텔레콤 T1      | 승       | 패       | 기가바이트 마린즈 | 5경기       | 2017년 5월 10일 |
| 팀 솔로미드       | 승       | 패       | 팀 WE             | 6경기       | 2017년 5월 10일 |
| SK 텔레콤 T1      | 승       | 패       | 팀 솔로미드       | 7경기       | 2017년 5월 11일 |
| 기가바이트 마린즈 | 패       | 승       | 플래시 울브즈     | 8경기       | 2017년 5월 11일 |
| G2 e스포츠        | 패       | 승       | 팀 WE             | 9경기       | 2017년 5월 11일 |
| 플래시 울브즈     | 승       | 패       | 팀 솔로미드       | 10경기      | 2017년 5월 11일 |
| 기가바이트 마린즈 | 패       | 승       | G2 e스포츠        | 11경기      | 2017년 5월 11일 |
| 팀 WE             | 패       | 승       | SK 텔레콤 T1      | 12경기      | 2017년 5월 11일 |
| G2 e스포츠        | 패       | 승       | 팀 솔로미드       | 13경기      | 2017년 5월 12일 |
| SK 텔레콤 T1      | 승       | 패       | 플래시 울브즈     | 14경기      | 2017년 5월 12일 |
| 기가바이트 마린즈 | 승       | 패       | 팀 WE             | 15경기      | 2017년 5월 12일 |
| G2 e스포츠        | 승       | 패       | 플래시 울브즈     | 16경기      | 2017년 5월 12일 |
| 기가바이트 마린즈 | 패       | 승       | SK 텔레콤 T1      | 17경기      | 2017년 5월 12일 |
| 팀 WE             | 승       | 패       | 팀 솔로미드       | 18경기      | 2017년 5월 12일 |
| 팀 WE             | 승       | 패       | G2 e스포츠        | 19경기      | 2017년 5월 13일 |
| 팀 솔로미드       | 승       | 패       | 기가바이트 마린즈 | 20경기      | 2017년 5월 13일 |
| 플래시 울브즈     | 승       | 패       | SK 텔레콤 T1      | 21경기      | 2017년 5월 13일 |
| G2 e스포츠        | 패       | 승       | 기가바이트 마린즈 | 22경기      | 2017년 5월 13일 |
| 팀 솔로미드       | 패       | 승       | SK 텔레콤 T1      | 23경기      | 2017년 5월 13일 |
| 플래시 울브즈     | 패       | 승       | 팀 WE             | 24경기      | 2017년 5월 13일 |
| SK 텔레콤 T1      | 승       | 패       | G2 e스포츠        | 25경기      | 2017년 5월 14일 |
| 팀 솔로미드       | 승       | 패       | 플래시 울브즈     | 26경기      | 2017년 5월 14일 |
| 팀 WE             | 승       | 패       | 기가바이트 마린즈 | 27경기      | 2017년 5월 14일 |
| 팀 솔로미드       | 패       | 승       | G2 e스포츠        | 28경기      | 2017년 5월 14일 |
| 플래시 울브즈     | 승       | 패       | 기가바이트 마린즈 | 29경기      | 2017년 5월 14일 |
| SK 텔레콤 T1      | 패       | 승       | 팀 WE             | 30경기      | 2017년 5월 14일 |
| 플래시 울브즈     | 승       | 패       | 팀 솔로미드       | 순위 결정전 | 2017년 5월 14일 |

### 결승 토너먼트
|  | 준결승전 | 준결승전      | 준결승전 |            |    | 결승전       | 결승전 | 결승전 |  |
|  |          |               |          |            |    |              |        |        |  |
|  | 1st      | SK 텔레콤 T1  | 3        |            |    |              |        |        |  |
|  | 1st      | SK 텔레콤 T1  | 3        |            |    |              |        |        |  |
|  | 4th      | 플래시 울브즈 | 0        |            |    |              |        |        |  |
|  | 4th      | 플래시 울브즈 | 0        |            | W1 | SK 텔레콤 T1 | 3      |        |  |
|  |          |               |          |            | W1 | SK 텔레콤 T1 | 3      |        |  |
|  |          |               | W2       | G2 e스포츠 | 1  |              |        |        |  |
|  | 2nd      | 팀 WE         | W2       | G2 e스포츠 | 1  | 1            |        |        |  |
|  | 2nd      | 팀 WE         |          |            |    |              |        |        |  |
|  | 3rd      | G2 e스포츠    | 3        |            |    |              |        |        |  |

#### 준결승전
| 대 진 표            | 대 진 표 | 대 진 표 | 대 진 표            | 세트 결과 | 세트 결과 | 세트 결과 | 세트 결과 | 세트 결과 | 일 정           |
| 그룹 스테이지 1/2위 | 스코어   | 스코어   | 그룹 스테이지 4/3위 | 1세트     | 2세트     | 3세트     | 4세트     | 5세트     | 일 정           |
| ------------------- | -------- | -------- | ------------------- | --------- | --------- | --------- | --------- | --------- | --------------- |
| SK 텔레콤 T1        | 3        | 0        | 플래시 울브즈       | SKT       | SKT       | SKT       | X         | X         | 2017년 5월 19일 |
| 팀 WE               | 1        | 3        | G2 e스포츠          | G2        | G2        | WE        | G2        | X         | 2017년 5월 20일 |

#### 결승전
| 대 진 표            | 대 진 표 | 대 진 표 | 대 진 표            | 세트 결과 | 세트 결과 | 세트 결과 | 세트 결과 | 세트 결과 | 일 정           |
| 준결승 1경기 승리팀 | 스코어   | 스코어   | 준결승 2경기 승리팀 | 1세트     | 2세트     | 3세트     | 4세트     | 5세트     | 일 정           |
| ------------------- | -------- | -------- | ------------------- | --------- | --------- | --------- | --------- | --------- | --------------- |
| SK 텔레콤 T1        | 3        | 1        | G2 e스포츠          | SKT       | G2        | SKT       | SKT       | X         | 2017년 5월 21일 |

## 최종 순위
- 상금규모 : $ 1,700,000

| 순위                               | 상금 (USD) | 지역   | 팀명               |
| ---------------------------------- | ---------- | ------ | ------------------ |
| 우승                               | $ 400,000  | LCK    | SK 텔레콤 T1       |
| 준우승                             | $ 200,000  | LCS EU | G2 e스포츠         |
| 준결승에서 탈락                    |            |        |                    |
| 3위                                | $ 100,000  | LPL    | 팀 WE              |
| 4위                                | $ 100,000  | LMS    | 플래시 울브즈      |
| 그룹 스테이지에서 탈락             |            |        |                    |
| 5위                                | $ 50,000   | LCS NA | 팀 솔로미드        |
| 6위                                | $ 50,000   | GPL    | 기가바이트 마린즈  |
| 플레이-인 녹아웃 토너먼트에서 탈락 |            |        |                    |
| 7위                                | $ 25,000   | TCL    | 슈퍼매시브 e스포츠 |
| 플레이-인 그룹 스테이지에서 탈락   |            |        |                    |
| 8위                                | $ 15,000   | CBLOL  | 레드 캐니즈        |
| 8위                                | $ 15,000   | LLN    | 라이온 게이밍      |
| 10위                               | $ 12,500   | OPL    | 다이어 울브즈      |
| 10위                               | $ 12,500   | LCL    | 버투스.프로        |
| 12위                               | $ 10,000   | LJL    | 램페이지           |
| 12위                               | $ 10,000   | CLS    | 이수루스 게이밍    |